# Aäläm-Wärqe Davidian
Aäläm-Wärqe „Alamork“ Davidian (hebräisch עלמוורק מרשה דוידיאן; geb. 1979 in Awash, Äthiopien als Aäläm-Wärqe Marsha) ist eine äthiopisch-israelische Filmregisseurin und Drehbuchautorin. Sie erlangte internationale Anerkennung für ihren autobiografisch inspirierten Spielfilm Fig Tree (2018) und den Dokumentarfilm With No Land (2022), der die Einwanderung äthiopischer Juden nach Israel thematisiert.

## Leben
Davidian wurde 1979 in Awash geboren und wuchs in den Vororten von Addis Abeba auf. Im Alter von 11 Jahren emigrierte sie 1991 mit ihrer Familie im Rahmen der Operation Salomon nach Israel, bei der über 14.000 äthiopische Juden innerhalb von 24 Stunden nach Israel gebracht wurden.
In Israel lebte sie zunächst in Safed, besuchte ein Internat in Jerusalem und später eine weiterführende Schule nahe Tel Aviv. Nach ihrem Militärdienst arbeitete sie als Rechercheurin für die Dokumentarfilmerin Ada Ushpiz, was ihr Interesse am Filmemachen weckte. Sie studierte an der Sam Spiegel Film and Television School in Jerusalem.
Aäläm-Wärqe Davidian ist mit dem Filmemacher Kobi Davidian verheiratet. Gemeinsam arbeiten sie an Filmprojekten, die sich mit der Geschichte und Kultur der äthiopischen Juden auseinandersetzen.

## Wirken
Davidian begann ihre Filmkarriere mit Kurzfilmen. Ihr Kurzfilm Facing the Wall, welcher den ersten Tag eines äthiopischen Mädchens in Israel thematisiert, gewann beim Tel Aviv Student Film Festival den Preis für den besten unabhängigen Film. Zusammen mit ihrem Ehemann, dem Filmemacher Kobi Davidian, produzierte sie den experimentellen Kurzfilm Transitions.
In ihren Werken beschäftigt sich Davidian häufig mit Themen wie Immigration, Mutter-Tochter-Beziehungen und den Erfahrungen äthiopischer Juden. Sie setzt sich dafür ein, die Geschichten ihres Volkes, insbesondere die der Frauen, zu erzählen, die in den Medien oft unterrepräsentiert sind.
Ihr Spielfilmdebüt gab sie mit Fig Tree („Etz Te'ena“), der auf ihren eigenen Erfahrungen in kriegsgebeutelten Addis Abeba Ende der 1980er-Jahre basiert. Der Film gewann 2014 beim Sam Spiegel International Film Lab den Hauptpreis und erhielt ein Preisgeld von 50.000 US-Dollar. Die Dreharbeiten fanden 2016 in Äthiopien statt, wobei sie mit lokalen Schauspielern und einem äthiopischen Team arbeitete.
Fig Tree feierte beim Toronto International Film Festival 2018 seine Weltpremiere und wurde 2019 in Israel veröffentlicht. Der Film erhielt fünf Nominierungen bei den Ophir Awards, darunter für den besten Film, und gewann den Preis für die beste Kameraarbeit für Daniel Miller. Fig Tree wurde 2019 zudem beim Jüdischen Filmfestival Berlin Brandenburg ausgezeichnet.
Im Jahr 2022 veröffentlichte Davidian den Dokumentarfilm With No Land, den sie gemeinsam mit ihrem Ehemann schrieb und schnitt. Der Film zeichnet die Einwanderung äthiopischer Juden nach Israel während der Operation Salomon nach und wurde beim Morehouse College Human Rights Film Festival in Atlanta gezeigt.

## Filmografie
- 2016: Facing the Wall (Kurzfilm)
- 2016: Transitions (Kurzfilm, gemeinsam mit Kobi Davidian)
- 2018: Fig Tree (Etz Te'ena)
- 2022: With No Land (Dokumentarfilm, gemeinsam mit Kobi Davidian)

## Auszeichnungen
- 2014: Hauptpreis beim Sam Spiegel International Film Lab für Fig Tree
- 2018: Ophir Award für die beste Kameraarbeit für Fig Tree (Daniel Miller)